# 8752 Flammeus
8752 Flammeus è un asteroide della fascia principale. Scoperto nel 1960, presenta un'orbita caratterizzata da un semiasse maggiore pari a 2,3312888 au e da un'eccentricità di 0,1919206, inclinata di 3,02968° rispetto all'eclittica.
L'asteroide è dedicato al gufo di palude tramite il suo nome scientifico.